# Pairón de Carramolina
El Pairón de Carramolina es un pairón o cruz de término situado en la pedanía de Aragoncillo, término municipal de Corduente, en la provincia de Guadalajara (España). Tiene la condición de bien de interés cultural.

## Descripción
Se localiza a la derecha de la carretera de acceso a Aragoncillo desde la carretera N-211, en la misma entrada del casco urbano. Se desconoce la advocación bajo la que se levantó, aunque hubo una imagen en la hornacina que seguramente correspondería a San Bartolomé, el patrón del pueblo.
Construido en arenisca, se levanta sobre una base paralelepípeda sin grada inicial. En esta base, aunque actualmente no se aprecia por estar prácticamente cubierta por la vegetación, se encuentra inscrita la leyenda: TOMÁS MIÑO. A continuación, el fuste prismático y de planta cuadrangular está formado por cinco grandes sillares superpuestos, estando el último de ellos tallado de tal manera que conforma la parte inferior del edículo, formado en su resto por otro sillar situado encima de aquél. En la cara oriental del edículo se abre una hornacina con la parte superior en forma de concha o venera y sin rejas de protección, que se encuentra vacía en la actualidad. La cara norte se encuentra grabada con la inscripción ADVOCI / ONDNICOL / ASPERZAÑO / EN 1761, que se traduce por: « A devoción de Nicolás Pérez. Año en 1761 ». Mediante una ancha cornisa bastante erosionada, se levanta el cimacio, de forma troncopiramidal sobre el que se superpone otro bloque con la misma forma para rematar en esfera. En la parte superior de esta esfera se inserta una cruz de hierro moderna.

## Historia
Construido, según la inscripción de fuste, en 1761, su estado de conservación es bueno, aunque fue reconstruido en 1998, cuando cayó un olmo sobre él y lo derribó. La reconstrucción se realizó con los elementos originales, excepto la base de la hornacina, que fue sustraída antes de su reparación, sillar en el que se encontraba grabada una inscripción que hacía referencia al rey Carlos III, monarca reinante en la fecha en que se construyó el pairón.